# Phillip Schofield

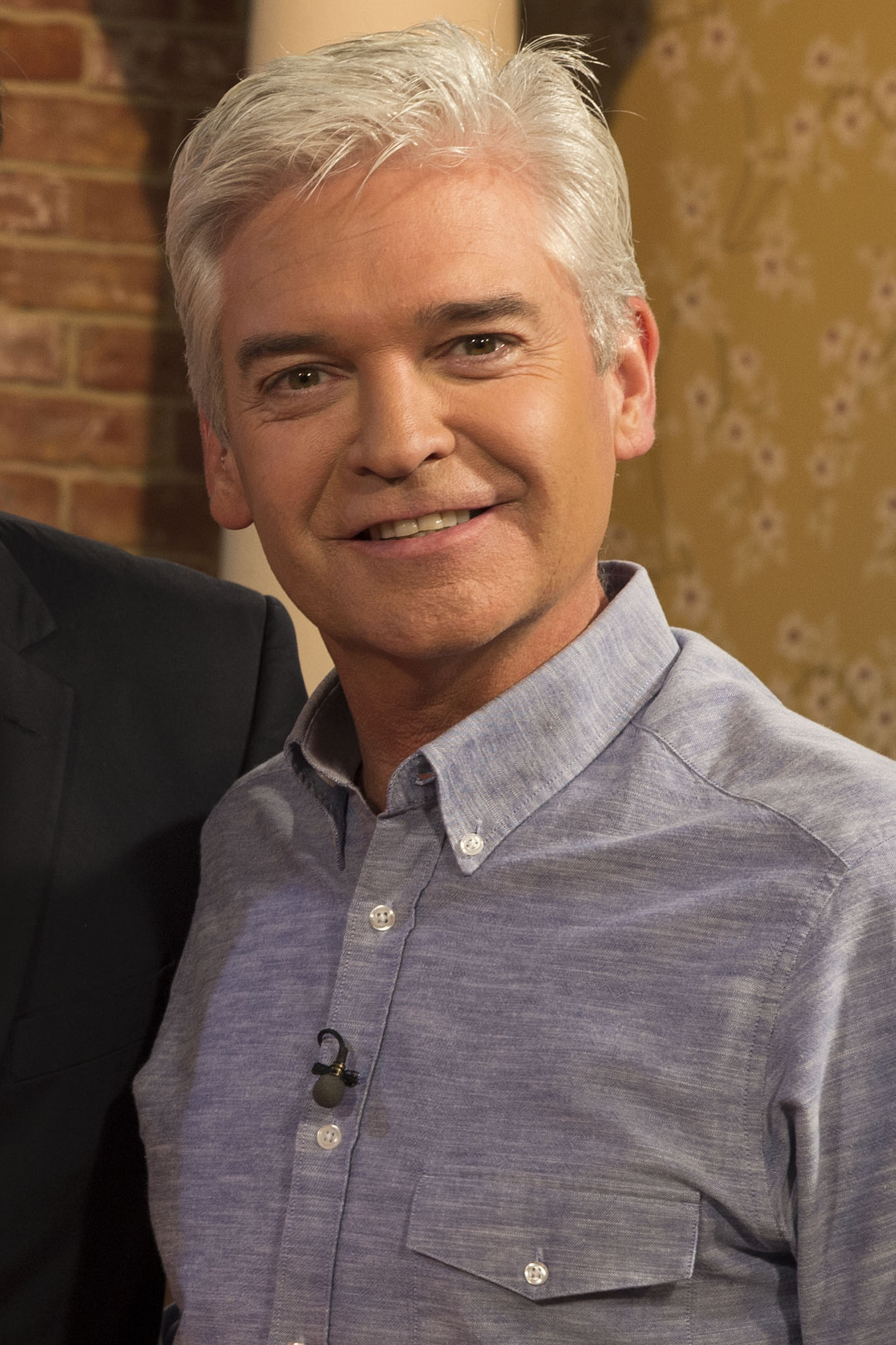
Phillip Schofield (2013)

Phillip Bryan Schofield (* 1. April 1962 in Oldham, Lancashire) ist ein britisch-neuseeländischer Fernsehmoderator, der für ITV arbeitet. Er war der Co-Moderator der ITV-Fernsehshows This Morning (2002 bis 2023) und Dancing on Ice (2006 bis 2014, seit 2018) neben Holly Willoughby. Er erlangte nationale Aufmerksamkeit durch seine Arbeit für die BBC, zunächst als Continuity-Moderator für Children's BBC an Wochentagen von 1985 bis 1987. Zu seinen weiteren Fernsehauftritten zählen Going Live! (1987–1993), All Star Mr & Mrs (2008–2016), The Cube (2009–2015, 2020–2021), Text Santa (2011–2015) und 5 Gold Rings (2017–2020).

## Karriere
Im Alter von 19 Jahren zog Schofield mit seiner Familie nach Neuseeland, wo er am 23. Februar 1982 sein Fernsehdebüt als erster Moderator der Jugendmusiksendung Shazam! gab. Außerdem arbeitete er zwei Jahre lang für den in Auckland ansässigen Sender Radio Hauraki.
1985 kehrte er ins Vereinigte Königreich zurück, wo er ab September 1985 für zwei Jahre der erste Continuity-Moderator für den BBC-Kindersender an Wochentagen wurde. Er verließ die BBC, um zwischen September 1987 und April 1993 Going Live! am Samstagmorgen zu moderieren. Von 1988 bis 1991 war er Gastgeber der Smash Hits Poll Winners Party, einer Preisverleihungsshow des Popmagazins.
In den frühen 1990er-Jahren wechselte Schofield zum erwachsenenorientierten Fernsehen mit verschiedenen Programmen für ITV, wie Schofield's Quest, Schofield's TV Gold und Ten Ball. Von 1994 bis 1997 präsentierte er fünf Serien lang Talking Telephone Numbers und moderierte 1996 eine Show über bemerkenswerte Zufälle namens One in a Million. Er ist Co-Autor des Buches, das aus der Serie hervorging.
Im folgenden Jahrzehnt präsentierte Schofield zwischen Juni 2001 und Oktober 2004 die BBC-One-Sendung National Lottery Winning Lines. Zwischen 2002 und 2006 war er Co-Moderator der BBC-Quizshow Test the Nation mit Anne Robinson. Im Juli 2006 unterzeichnete er einen exklusiven Zweijahresvertrag mit ITV, der angeblich 5 Millionen Pfund Sterling wert war. Der Exklusivvertrag bedeutete auch, dass er Test the Nation nicht mehr moderieren konnte und durch Danny Wallace ersetzt wurde.
Ab 2002 war Schofield Moderator der ITV-Tagesshow This Morning – wo er John Leslie ersetzte – zunächst zusammen mit Fern Britton und ab September 2009 gemeinsam mit Holly Willoughby.
Schofield präsentierte Dancing on Ice auf ITV mit Willoughby von 2006 bis 2011 und Christine Bleakley von 2012 bis 2014. Im Sommer 2013 wurde bekannt gegeben, dass Dancing on Ice nach der Serie 2014 zu Ende gehen würde. Er kehrte 2018 als Co-Moderator der Show zurück, nachdem ITV beschlossen hatte, die Serie nach vier Jahren Pause neu zu starten.
Schofield ist in verschiedenen weiteren ITV-Formaten als Moderator im Einsatz. So präsentierte er 2015 und 2016 zwei Staffeln der ITV-Primetime-Spielshow You're Back in the Room.
Am 17. September 2022 wurden Schofield und Willoughby dafür kritisiert, dass sie sich nicht in die Reihe der Wartenden einreihten, als sie für This Morning bei der Aufbahrung von Königin Elisabeth II. in der Londoner Westminster Hall drehten. ITV erklärte, dass Schofield von Regierungsmitarbeitern aus der Presseempore begleitet wurde und nicht am Sarg der Königin vorbeiging. Nutzer in den sozialen Medien stellten dies in den Kontrast zu den Aktionen anderer Prominenter wie David Beckham und Susanna Reid, die stundenlang mit Mitgliedern der Allgemeinheit Schlange standen.
Am 20. Mai 2023 stimmte Schofield zu, von seiner Rolle als Moderator von This Morning zurückzutreten, nachdem die Zusammenarbeit mit Holly Willoughby von zunehmenden Konflikten geprägt war, was sich auch negativ auf die Einschaltquoten der Sendung ausgewirkt hatte.